# 理想混蛋
理想混蛋（Bestards）是一個台灣男子樂團，音樂風格以流行、民謠為主。樂團強調「以簡單的音樂，說深刻的感動」。
團員中有一名醫生與兩名藥師，故樂隊被台灣媒體喻為真人版「機智醫生生活」。2018年以〈行星〉、〈不是因為天氣晴朗才愛你〉，在StreetVoice年度人氣歌曲排行榜前三名中搶下兩席。成員平時稱呼所屬粉絲為「小混蛋」。
2020年理想混蛋以募資方式發行首張專輯《愚者》，隔年以同張專輯入圍第32屆金曲獎最佳新人獎，且為第二屆康泰納仕社群風格名人獎 (Condé Nast Social Influencer Awards)音樂類潛力新星得主。
2022年推出第二張全創作專輯《關掉／打開》。
2023年10月27日發佈專輯《半熟理想 Sunny-side Up》。

## 成員
| 藝名 | 本名   | 學歷                                                        | 生日          | 星座   | 團內定位             | 擅長樂器                     | 備註                                                                                             |
| ---- | ------ | ----------------------------------------------------------- | ------------- | ------ | -------------------- | ---------------------------- | ------------------------------------------------------------------------------------------------ |
| 雞丁 | 邱建豪 | 臺北醫學大學醫學系 曾任職不分科住院醫師                     | 1995年10月3日 | 天秤座 | - 主唱               | 口風琴 鈴鼓 卡祖笛           | 在團內擔任創作核心與企劃發想、常負責撰寫文案並神出鬼沒於網路社群平台之中。                       |
| 阿哲 | 郭哲成 | 臺北醫學大學藥學系 曾任職：藥師                             | 1996年8月16日 | 獅子座 | - 吉他手             | 木吉他 電吉他 口琴           | 公認的顏值擔當、常常在台上說錯話而帶來大量歡樂與尷尬。                                           |
| 建廷 | 李建廷 | 臺北醫學大學藥學系 曾任職：藥師                             | 1996年8月29日 | 處女座 | - 吉他手             | 木吉他 電吉他                | 是團中的老么，也是身材擔當。擁有傲人的胸腹肌，曾於演唱會時搭配肌肉展示周邊商品。                 |
| Look | 盧可沛 | - 元智大學資訊工程學系 - 元智大學生物與醫學資訊碩士學位學程 | 1996年8月2日  | 獅子座 | - 鼓手 - 饒舌 - 主唱 | 爵士鼓 木箱鼓 鋼琴 木/電吉他 | 鼓手身兼主唱、在團中擔任了音樂總監的角色、統籌理想混蛋之音樂製作與舞台演出。亦參與大量詞曲創作。 |

## 樂團簡介

### 成團歷史
主唱雞丁與兩位吉他手阿哲、建廷就讀臺北醫學大學、同為吉他社的幹部，在理想混蛋成團之前就已經是音樂上密不可分的好夥伴。雖然分別就讀於醫學系、藥學系，在龐大的課業壓力下，他們仍醉心於音樂、從未忘記過對於音樂的熱情和執著。期間，三人曾合作參加許多大專院校比賽並獲獎無數。
2017年的秋天，三人即將進入大四之時，突發奇想舉辦一場演唱會，想為大學期間自己在音樂領域的耕耘做一場成果發表。此時，恰巧為吉他手阿哲高中隔壁班同學的Look，在社群網站上看到其他三人一起練團的影片而想起自己一直都有組樂團的夢想。在阿哲牽線之下四人相識，初次練團，四人就感受到從未有過的默契，而實際舉辦演唱會時更是在沒有盛大宣傳的情況下就吸引了一百五十位觀眾、在小小的樂器行中共度了一個溫馨、讓人印象深刻的夜晚。其中首次公開、由雞丁和阿哲共同譜寫的自創曲《行星》更是讓在場的觀眾深受感動，當晚演出過後，四個大男孩對於彼此的合作感受到無限的可能性，理想混蛋便從此刻正式成立。

### 團名由來
理想混蛋這個名稱，是對自己的反思，也是四個男孩面對這個最好也最壞的時代的人生態度。
活在這個世界上，誰不是像個混蛋一樣在冒險、在橫衝直撞？但因為身上揹著對我們而言如此重要的理想，所以我們有了努力的方向、有了向前的熱情和力量。這也是理想混蛋一直想要在這個普遍被認為是「厭世代」的時代中，帶給大家的一股截然不同的正面能量——找到自己所愛，勇敢地去追尋。
同時，理想和混蛋是兩個如此截然不同的詞，融合在一起，誠如每個人身上皆有許多不完美之處，有各種的優點和缺點，但因此每個人才是如此獨一無二的存在。
混蛋一詞出自於魏如萱的「還是要相信愛情啊混蛋們」這首歌，成團之初團名尚未決定，因於一場演出翻唱魏如萱的「還是要相信愛情啊混蛋們」台下觀眾反應熱烈，特別是在唱到「混蛋們」時更是特別開心，而決定將「混蛋」一詞放入團名；Look則表示因「混蛋」一詞偏負向，但他們認為自己的作品並不一定都是負向的，而想要加入一個反面的詞，在思考究竟有什麼理想的詞可以用時，赫然發現「理想」一詞正是最理想的詞呀，於是「理想混蛋」便成了團名。

### 音樂歷程
2018年3月，一首〈行星〉在網路上如病毒一般迅速蔓延，讓「理想混蛋」這個名字逐漸被大家所記住。隨後推出的第二首單曲〈不是因為天氣晴朗才愛你〉更在YouTube上已超過1000萬播放，成為告白求婚神曲。極高的傳唱度，更讓理想混蛋成為了新一代獨立樂團中，最被期待的新人之一。理想混蛋的歌曲不僅在高中生、大學生中廣為流傳、翻唱，更接連在StreetVoice上奪下排行榜冠軍。2019年，理想混蛋更獲選為「The Next Big Thing大團誕生」的年度十大新團與人氣投票第一名、KKBOX 風雲榜更將他們列為最值得期待的「潮流新聲」。
基於團員們的醫療專業背景，理想混蛋的作品中時常傳遞相關議題，2019 年獲邀為自閉症協會活動「星星之火，點亮希望」創作活動主題曲〈Dear Star〉，為自閉症孩童發聲募款；2020 年單曲〈滯留鋒〉為主唱雞丁在醫院擔任實習醫生與憂鬱症患者相處所寫下之歌曲，在獨立音樂平台StreetVoice奪下年度總收聽第四名。以紀錄罕病患者生命故事的同名書籍為名的單曲〈絕地花園〉則特邀療癒系創作才子廖文強一同演繹，同樣撫慰許多人的心靈。
在眾所矚目之下，理想混蛋終於在 2020 年透過募資計畫，製作發行首張全創作專輯【愚者】。專輯名稱取自同名主打歌〈愚者〉，以塔羅牌中的 0 號卡片「愚者 （The Fool）」做為發想，傳達勇敢作夢、不畏他人眼光、不怕世界阻擋的正向力量。整張專輯圍繞著赤子之心與勇氣的主題，共收錄十一首歌，全為團員親自完成的詞曲創作，且曲風突破以往的不插電編制、探討的議題相當多元，卻都不脫直率、勇敢的愚者精神。身為初出社會的「後青春期」少年，四個男孩洋溢著源源不絕的勇氣與創作能量，首張專輯便登上博客來熱門銷售排行榜第二名、KKBOX新歌即時熱門榜第三名，好成績有目共睹，更獲得許多樂評推薦。
2021 年，理想混蛋啟動第二張專輯的製作計畫，預計將帶來更多色彩獨特的音樂、繼續為聽眾帶來溫暖正向的力量。陸續釋出專輯預熱單曲〈我就想你〉（由鼓手 Look 獨唱）、〈Reset〉、〈我反芻著你留下的寂寞〉，均在排行榜上取得不俗成績、在串流平台上累積極高收聽。 
2022年4月正式推出第二張全創作專輯【關掉／打開】，靈感來自疫情時代中世界的動盪，以電子產品重新啟動作為譬喻、盼透過音樂帶領大家重新思考、反芻生命體驗、重啟生活。主打歌〈門〉、〈今天星期六〉均為雞丁與Look雙主唱配置，展現更升級版的理想混蛋音樂魅力。專輯發行時同步宣告三場演出巡迴，後卻因疫情嚴峻，宣布暫緩售票。台北、台中、高雄合計五千張門票後於2022年5月28日啟售，於10分鐘內全數秒殺完售，並正式於七月完成三場巡迴。台北最終場安可時加碼演唱尚未發行的新歌〈Easy Peasy〉、並驚喜宣布隔年八月將於北流開唱、舉行出道以來首場大型演唱會。同時，他們亦首度獲邀參與電影原聲帶，與電影【一周的朋友】導演林孝謙，共同創作並演唱插曲〈屬於你〉。後又以單曲〈零距離〉參與了銀河方舟推出的樂團合輯【玫瑰憑證】。 
2022年10月理想混蛋喜迎成團五週年，正式發行數位單曲〈Easy Peasy〉。此曲為四位團員首次共同作詞，並在副歌中翻玩了英國作曲家愛德華·艾爾加著名的管絃樂作品《威風凜凜進行曲》。這也是理想混蛋首次在作品中取樣古典音樂元素。
2022年12月首度登上台北跨年晚會，與原住民金曲歌后阿爆同台合作演出，主唱雞丁苦練數月排灣族語，與阿爆共同演唱〈IZUWA 有〉、〈Stronger 堅強〉，精彩畫面獲選為 CNN 世界跨年精選照片。
2023年1月，理想混蛋正式宣佈將於同年8月19日登上台北流行音樂中心，舉辦首場大型演唱會【奇異點 BESTRANGE】，將近六千張門票於2月5日啟售當天一分鐘內秒殺完售，並隨即宣布加場8月20日的演出，所有門票在售票當下亦全數售罄。2023年4月，理想混蛋登上著名大型音樂祭「大港開唱」，並首度演唱由兩首代表作重新編曲混搭而成的〈晴時多雲偶想你〉，並於5月20日正式在YouTube上架、6月2日正式發行。2023年6月3日，理想混蛋受邀參與 Hito 流行音樂獎，首次站上台北小巨蛋的舞台演出，並奪下Hito校園人氣樂團獎。從頒獎嘉賓蘇打綠吉他手劉家凱的手中接過獎項，四位團員在發表感言時，表示蘇打綠是陪伴他們學生時期很重要的樂團，會記住這個感動的瞬間，亦與歌迷許下約定「未來會再回來小巨蛋的！」。
2023年8月4日，理想混蛋推出新單曲〈相遇在每個時空〉，為即將到來的【奇異點 BESTRANGE】演唱會之概念主題曲。2023年8月19、20日，理想混蛋一連兩天於台北流行音樂中心舉行【奇異點 BESTRANGE】演唱會，為成團以來首場大型售票演出，共計吸引超過12000名觀眾，兩日分別邀來特別嘉賓金曲新人洪佩瑜、台語歌王許富凱，並於演唱會安可環節首度演唱未公開新曲〈時間走了但你沒走〉，同時宣布第三張專輯即將製作完成、並計劃將於2024年1月27日前往高雄流行音樂中心開唱。
2023年9月2日，理想混蛋受邀參加第18屆 KKBOX 風雲榜，並首度獲頒「年度風雲歌手」，在典禮中與 Trash、宇宙人共同合體演出五月天的歌曲〈派對動物〉；主唱雞丁與女歌手艾薇亦首度同台演唱搖滾版〈我反芻著你留下的寂寞〉。同月26日，理想混蛋正式發行先前於演唱會公開的單曲〈時間走了但你沒走〉，為第三張專輯暖身單曲，充滿中毒性的旋律和生活感的走心歌詞廣受好評；10月時，理想混蛋在Spotify上的每月聽眾人數首次突破100萬，期間陸續宣布【奇異點 BESTRANGE】巡迴演唱會將舉行吉隆坡場、新加坡場、也正在籌備香港場。10月14日，同時也是理想混蛋成團六週年的當日，早上10點14分【奇異點 BESTRANGE】高雄演唱會正式啟售，門票於開賣當下再次秒殺；後宣佈隔日將進行最終加場，為【奇異點 BESTRANGE】巡迴演唱會畫下完美句點。
2023年10月27日，理想混蛋推出第三張全創作專輯《半熟理想 Sunny-side Up》。
2023年11月，音樂平台 Spotify 公布年度榜單回顧，理想混蛋獲得全球最多串流收聽次數華語流行團體第3名，全年度台灣最受歡迎在地歌手第6名，並以〈不是因為天氣晴朗才愛你〉、〈我就想你〉兩首歌曲分別獲得台灣年度最熱門華語歌曲第6及第8名，為唯一一組在前十名佔據兩首歌的藝人。
2024年1月，理想混蛋推出首檔Podcast節目【蛋說無妨 Bestards Backstage Talkshow】，主要特色為在演出後台、藝人休息室及通勤路上錄製團員們的閒聊，因超展開的尺度與內心感性世界的揭露而獲得粉絲們的喜愛，一度登上KKBOX與Spotify之Podcast熱門排行榜，目前採不定期更新，並且曾邀請歌手魏嘉瑩、圖文作家豆苗先生作為節目來賓。
2024年1月27、28日，理想混蛋於高雄流行音樂中心舉行【奇異點 BESTRANGE】巡迴演唱會最終場，即使強碰韓流天團Super Junior及LE SSERAFIM來台演出，仍開出完售佳績，兩日共吸引約1.2萬名歌迷前往朝聖，演出歌單亦進行大幅翻新，加入許多新專輯的曲目。團員們在演唱會上數度感性落淚，感謝身邊所有家人、朋友們支持他們追尋音樂夢想的決定。
2024年2月24、25日，理想混蛋於高雄、台中、台北三地舉辦《半熟理想 Sunny-side Up》專輯實體簽唱會，為理想混蛋首次舉行專輯簽唱會。不僅帶來專輯曲目的不插電改編版，亦在台北場上各自許下新年新希望，其中包含「登上台北小巨蛋演出」，表示未來要帶著歌迷小混蛋們前往更大的舞台、更多的城市。
2024年3月20日，《半熟理想 Sunny-side Up》專輯的主打歌曲〈離開的一路上〉首次登上 Spotify 台灣區單曲日榜冠軍，突破自身於 Spotify 榜單最佳紀錄，並隨後登上週榜第一名。MV隨後於2024年5月於YouTube上突破1000萬點閱。5月25日，理想混蛋參加2024Hito流行音樂獎，並以〈離開的一路上〉獲得獎項「Hit Fm聽眾最愛情歌」。
2024年7月，理想混蛋開啟全新巡迴演出【換日線 BESTART】，先後於台灣舉行5場不插電唱聊會與4場Livehouse演出，並於八月首次在廣州、深圳、南京、上海、杭州舉辦演出。
2024年9月，理想混蛋受中華職棒味全龍球隊邀請，首次登上大巨蛋，進行賽後演出。
2024年10月，理想混蛋發行七週年紀念單曲〈頑強〉，並首次前進南半球、登上墨爾本 Oddshapes 華語音樂節並先後於雪梨、香港舉行【換日線 BESTART】巡迴演唱會。
2024年12月，串流平台 Spotify 公布2024年度榜單，理想混蛋獲得台灣最受歡迎本地歌手第二名、最受歡迎華語歌曲第1名〈離開的一路上〉、第4名〈不是因為天氣晴朗最愛你〉、第23名〈我就想你〉、最高串流收聽華語專輯《半熟理想 Sunny-side Up》，並獲得全球最多串流收聽華語歌曲第4名〈離開的一路上〉。12月16日，理想混蛋驚喜發佈〈平衡木 - Christmas Version〉，將舊作單曲進行聖誕版本的新編曲與製作，作為給歌迷的聖誕禮物數位發行。
2025年1月，【換日線 BESTART】巡迴演唱會在澳門舉辦。2025年3月，新加坡場為此巡迴的最終場，共18場演出，完美落幕。

## 音樂作品

### 專輯
| 順序 | 資料                                                        | 曲目 |
| ---- | ----------------------------------------------------------- | --- |
| 1st  | 《愚者》 - 發行日：2020年5月20日 - 唱片公司：何樂音樂       | 曲目 1. 撲火的蝶（Break Free） 2. 愚者（The Fool） 3. 行星（Galaxy Ver.）（The Planet－Galaxy Ver.） 4. 騎士墜鬼馬（Thestral） 5. 你討厭也沒關係（Excuse You） 6. 不能寂寞的人（One of Two） 7. 我是你的Bling Bling（I’m Your Bling Bling） 8. 絕地花園（Fearless Roses）feat. 廖文強 9. 寂寞的大孩子（Fading） 10. 再說（Call Me When You Need） 11. 我還沒有作好被打倒的準備（Not Yet）  |
| 2nd  | 《關掉／打開》 - 發行日：2022年4月29日 - 唱片公司：何樂音樂 | 曲目 1. 白晝將盡 (Do Not Go Gentle Into That Good Night) 2. Reset 3. 門 (Break Through) 4. 絕對值 (Puzzled) 5. 我反芻著你留下的寂寞 (The Endless Rumination) 6. 今天星期六 (Oh, My Saturday) 7. 我就想你 (Miss You So…) 8. 好方法 (It Is Love) 9. 一定會的 (The Ray in the Darkness) 10. 在地球爆炸之前 (Before Doomsday)                                                                  |
| 3rd  | 《半熟理想》 - 發行日：2023年10月27日 - 唱片公司：何樂音樂  | 曲目 1. 沒有名字的地方 (Depart) 2. 離開的一路上 (Farewell) 3. 時間走了但你沒走 (How Can I Move On) 4. 痛得無法自拔 (Addicted) 5. 請、謝謝、對不起 (Would You Please) 6. 就讓我們... (Before It's Too Late) 7. 裝飾音 (The Ornament) 8. 各自的模樣 (To Each Their Own) 9. 別走太遠 (Till We Meet Again) 10. 很遠的遠方 (Always by Your Side) 11. 相遇在每個時空 (We Are One) 12. Easy Peasy |

### EP
| 順序 | 資料 | 曲目 |
| ---- | --- | --- |
| 1st  | 《Origin Sessions》 - 發行日：2024年6月14日 - 唱片公司：何樂音樂 - 精選《半熟理想》專輯中四首曲目，重新以不插電配置進行編曲演繹。 | 曲目 1. 沒有名字的地方 - Origin Sessions 2. 請、謝謝、對不起 - Origin Sessions 3. 各自的模樣 - Origin Sessions 4. 離開的一路上 - Origin Sessions |

### 單曲
| #  | 專輯名稱                    | 發行日期       | 備註                                                                 | 曲目 |
| -- | --------------------------- | -------------- | -------------------------------------------------------------------- | --- |
| 1  | 行星                        | 2018年7月      | 共同收錄在首張限量實體 EP 【Prologue】中，僅全手工製作400張          | - 行星（The Planet） - The Planet（行星）- Instrumental |
| 2  | 不是因為天氣晴朗才愛你      | 2018年8月      | 共同收錄在首張限量實體 EP 【Prologue】中，僅全手工製作400張          | - 不是因為天氣晴朗才愛你（Rain or Shine） - Rain or Shine（不是因為天氣晴朗才愛你） - Instrumental |
| 3  | 獨角仙的夢                  | 2018年8月      | 共同收錄在首張限量實體 EP 【Prologue】中，僅全手工製作400張          | - 獨角仙的夢（The Kabutomushi's Dream） - The Kabutomushi's Dream（獨角仙的夢）- Instrumental |
| 4  | 夏夜煙火                    | 2018年12月     |                                                                      | - 夏夜煙火（Fireworks） |
| 5  | 平衡木                      | 2019年5月      |                                                                      | - 平衡木（The Limerence） |
| 6  | Dear Star                   | 2019年5月      | 2019 星星之火點亮希望-活動主題曲                                     | - Dear Star |
| 7  | 滯留鋒                      | 2020年3月      |                                                                      | - 滯留鋒（When the Rain Ends） |
| 8  | 天真世界的叛徒              | 2020年4月      |                                                                      | - 天真世界的叛徒（The Betrayer of Innocence）- 天真版 - 天真世界的叛徒（The Betrayer of Innocence）- 叛徒版 |
| 9  | 再一次就好                  | 2020年10月29日 | 東立出版社 同名暢銷漫畫改編遊戲《記憶的怪物─命運的抉擇》官方宣傳曲   | - 再一次就好 |
| 10 | 我要用黑魔法把你變成一隻魚  | 2021年1月27日  |                                                                      | - 我要用黑魔法把你變成一隻魚（Piscifors） |
| 11 | 太陽雨                      | 2021年6月8日   | 與經紀人郁心合唱                                                     | - 太陽雨 |
| 12 | 我就想你                    | 2021年9月3日   | 鼓手Look獨唱單曲                                                     | - 我就想你 |
| 13 | Reset                       | 2021年10月15日 | 成團四週年紀念單曲                                                   | - Reset |
| 14 | 我反芻著你留下的寂寞        | 2021年12月7日  | 第二張專輯首波先行主打                                               | - 我反芻著你留下的寂寞 |
| 15 | 屬於你                      | 2022年6月20日  | 電影《一周的朋友》插曲                                               | - 屬於你 |
| 16 | 零距離                      | 2022年6月30日  | 銀河方舟 發行 收錄在【玫瑰憑證】樂團合輯                             | 曲目 1. 我多想擁抱你 - 黑屋樂隊 2. 零距離 - 理想混蛋 3. 給你一瓶魔法藥水 - 告五人 4. 其中之一 - 椅子樂團 5. 和宇宙的溫柔關聯 - 房東的貓 6. 這一切只為來到你的身邊 - 溫和治療 7. 說你願意 - 康姆士 8. 請飛往屬於你的山 - 昨夜派對 |
| 17 | Easy Peasy                  | 2022年10月28日 | 成團五週年紀念單曲                                                   | - Easy Peasy |
| 18 | 晴時多雲偶想你              | 2023年6月2日   | 〈不是因為天氣晴朗才愛你〉與〈我就想你〉 兩首歌曲重新編曲混搭        | - 晴時多雲偶想你 |
| 19 | 相遇在每個時空              | 2023年8月4日   | 【奇異點 BESTRANGE】演唱會主題曲                                     | - 相遇在每個時空 |
| 20 | 時間走了但你沒走            | 2023年9月26日  | 第三張專輯預熱暖身單曲                                               | - 時間走了但你沒走 |
| 21 | 我愛我                      | 2023年11月20日 | Day One Music 發行 與馬來西亞女歌手 Jasmine Chong 張靜汶共同創作合唱 | - 我愛我 |
| 22 | 夏夜煙火 - Winter Version   | 2024年1月29日  | 為2018年發行之〈夏夜煙火〉單曲重新編曲製作的版本                     | - 夏夜煙火 - Winter Version |
| 23 | 頑強                        | 2024年10月14日 | 成團七週年紀念單曲                                                   | - 頑強 |
| 24 | 平衡木 － Christmas Version | 2024年12月16日 | 為2019年發行之〈平衡木〉單曲重新編曲製作的版本                       | - 平衡木 - Christmas Version |
| 25 | 接住你                      | 2025年5月26日  |                                                                      | - 接住你 |
| 26 | 萬事大吉                    | 2025年6月13日  |                                                                      | - 萬事大吉 |

## 演唱會
| 演唱會名稱                      | 日期           | 國家/城市 | 地點                     | 表演嘉賓                         | 附註                                                     |
| 心房洄游 Heartward              | 2017年10月14日 | 台北      | 弦琴藝致吉他藝文館       | 陳亮潔                           | 尚無團名， 以主唱「邱建豪」名義演出                      |
|                                 |                |           |                          |                                  |                                                          |
| 612 星球                        | 2018年6月1日   | 台北      | 後台 Backstage Café      |                                  | - 與 綠繡眼 Zos 共同舉辦 - 阿哲因醫院工作而沒有參與演出  |
|                                 |                |           |                          |                                  |                                                          |
| 威爾剛剛好 Well, it's good      | 2018年8月18日  | 台北      | 河岸留言音樂藝文咖啡     | 南西肯恩、侑彤、綠繡眼 Zos、郁心 | 成團後首次正式售票演出                                   |
|                                 |                |           |                          |                                  |                                                          |
| 如果我們都是繁星 行星遙寄場     | 2018年10月20日 | 台北      | 海邊的卡夫卡             |                                  | - 與 Thesus 忒修斯 共同舉辦 - 建廷因服役中而沒有參與演出 |
|                                 |                |           |                          |                                  |                                                          |
| 冬夜旖蝶                        | 2018年10月28日 | 台北      | Remember Me Café         |                                  | 建廷因服役中而沒有參與演出                               |
| 冬夜旖蝶                        | 2018年11月24日 | 台中      | 迴響音樂藝文展演空間     |                                  | 建廷因服役中而沒有參與演出                               |
| 冬夜旖蝶                        | 2018年12月8日  | 高雄      | 百樂門酒吧               |                                  | 建廷因服役中而沒有參與演出                               |
| 冬夜旖蝶                        | 2019年2月23日  | 台北      | 河岸留言西門紅樓展演館   | 廖文強                           |                                                          |
|                                 |                |           |                          |                                  |                                                          |
| 兩歲能抬頭 生日派對             | 2019年10月27日 | 台北      | 河岸留言西門紅樓展演館   | 河智昊                           |                                                          |
|                                 |                |           |                          |                                  |                                                          |
| 哲廷不在家 特別企劃             | 2020年2月2日   | 台北      | 海邊的卡夫卡             | 樂承宇                           | 由雞丁、可沛與客座樂手共演                               |
|                                 |                |           |                          |                                  |                                                          |
| We？Us！Ours…                   | 2020年7月26日  | 台北      | Legacy Taipei            |                                  |                                                          |
| We？Us！Ours…                   | 2020年8月16日  | 台中      | Legacy Taichung          |                                  |                                                          |
| We？Us！Ours…                   | 2020年8月23日  | 高雄      | LIVE WAREHOUSE           |                                  |                                                          |
|                                 |                |           |                          |                                  |                                                          |
| 哲廷不在家2.0 特別企劃          | 2020年11月1日  | 台北      | 河岸留言西門紅樓展演館   | 樂承宇                           | 由雞丁、可沛與客座樂手共演                               |
|                                 |                |           |                          |                                  |                                                          |
| 魚兒魚兒台中游 春季不插電專場   | 2021年4月18日  | 台中      | Legacy Taichung          | 郁心                             |                                                          |
|                                 |                |           |                          |                                  |                                                          |
| 關掉／打開                      | 2022年7月9日   | 台中      | Legacy Taichung          |                                  |                                                          |
| 關掉／打開                      | 2022年7月16日  | 高雄      | LIVE WAREHOUSE           |                                  |                                                          |
| 關掉／打開                      | 2022年7月30日  | 台北      | Zepp New Taipei          |                                  |                                                          |
|                                 |                |           |                          |                                  |                                                          |
| Bestards LIVE in Singapore 2022 | 2022年8月13日  | 新加坡    | Lion Studios             |                                  | 首次海外小型專場                                         |
|                                 |                |           |                          |                                  |                                                          |
| 奇異點 Bestrange                | 2023年8月19日  | 台北      | 台北流行音樂中心         | 洪佩瑜                           | 首次大型售票演唱會                                       |
| 奇異點 Bestrange                | 2023年8月20日  | 台北      | 台北流行音樂中心         | 許富凱                           | 加場                                                     |
| 奇異點 Bestrange                | 2023年11月19日 | 吉隆坡    | Zepp Kuala Lumpur        | Jasmine 張靜汶                   | 首次海外巡迴演唱會                                       |
| 奇異點 Bestrange                | 2023年12月2日  | 新加坡    | The Theatre at Mediacorp |                                  |                                                          |
| 奇異點 Bestrange                | 2023年12月17日 | 香港      | 旺角麥花臣場館 ⁠          |                                  |                                                          |
| 奇異點 Bestrange                | 2024年1月27日  | 高雄      | 高雄流行音樂中心         |                                  |                                                          |
| 奇異點 Bestrange                | 2024年1月28日  | 高雄      | 高雄流行音樂中心         |                                  | 最終加場                                                 |
|                                 |                |           |                          |                                  |                                                          |
| 換日線 Bestart                  | 2024年7月5日   | 台北      | 河岸留言西門紅樓展演館   |                                  | 【回到昨日】不插電唱聊會                                 |
| 換日線 Bestart                  | 2024年7月7日   | 桃園      | ThERE音樂展演空間        |                                  | 【回到昨日】不插電唱聊會                                 |
| 換日線 Bestart                  | 2024年7月12日  | 台中      | Legacy Taichung          |                                  | 【迎接明日】演唱會                                       |
| 換日線 Bestart                  | 2024年7月14日  | 台南      | 漂丿白鷺Live House       |                                  | 【回到昨日】不插電唱聊會                                 |
| 換日線 Bestart                  | 2024年7月19日  | 高雄      | LIVE WAREHOUSE           |                                  | 【迎接明日】演唱會                                       |
| 換日線 Bestart                  | 2024年7月21日  | 花蓮      | 花聲客廳                 |                                  | 【回到昨日】不插電唱聊會                                 |
| 換日線 Bestart                  | 2024年7月27日  | 宜蘭      | 自由拍 Free π Music Bar  |                                  | 【回到昨日】不插電唱聊會                                 |
| 換日線 Bestart                  | 2024年8月3日   | 台北      | Legacy Taipei            |                                  | 【迎接明日】演唱會                                       |
| 換日線 Bestart                  | 2024年8月4日   | 台北      | Legacy Taipei            |                                  | 【迎接明日】演唱會                                       |
| 換日線 Bestart                  | 2024年8月10日  | 廣州      | MAO Livehouse            |                                  |                                                          |
| 換日線 Bestart                  | 2024年8月11日  | 深圳      | MAO Livehouse            |                                  |                                                          |
| 換日線 Bestart                  | 2024年8月14日  | 南京      | 1701 Livehouse Max       |                                  |                                                          |
| 換日線 Bestart                  | 2024年8月16日  | 上海      | MAO Livehouse            |                                  |                                                          |
| 換日線 Bestart                  | 2024年8月17日  | 杭州      | MAO Livehouse            |                                  |                                                          |
| 換日線 Bestart                  | 2024年10月24日 | 雪梨      | Factory Theatre          |                                  |                                                          |
| 換日線 Bestart                  | 2024年11月10日 | 香港      | 旺角麥花臣場館 ⁠          |                                  |                                                          |
| 換日線 Bestart                  | 2025年1月18日  | 澳門      | Galaxy Macau 澳門銀河    |                                  |                                                          |
| 換日線 Bestart                  | 2025年3月23日  | 新加坡    | Gateway Theatre          |                                  |                                                          |

## 獲獎及提名紀錄
| 年份   | 典禮                         | 獎項                        | 入圍者與作品                                                             | 結果 | 參考   |
| ------ | ---------------------------- | --------------------------- | ------------------------------------------------------------------------ | ---- | ------ |
| 2019年 | 大團誕生年終場人氣票選       | 第一名                      | 不適用                                                                   | 獲獎 | [ 24 ] |
| 2021年 | 第二屆康泰納仕社群風格名人獎 | 音樂類潛力新星              | 不適用                                                                   | 獲獎 | [ 25 ] |
| 2021年 | 第32屆金曲獎                 | 最佳新人獎                  | 《愚者》                                                                 | 提名 |        |
| 2022年 | YouTube 創作者獎             | 白銀獎牌 (100,000 訂閱人數) | 不適用                                                                   | 獲獎 |        |
| 2023年 | 2023 HITO流行音樂獎          | HITO校園人氣樂團            | 《關掉／打開》                                                           | 獲獎 | [ 26 ] |
| 2023年 | 第18屆 KKBOX風雲榜           | 年度風雲歌手                | 《關掉／打開》                                                           | 獲獎 | [ 27 ] |
| 2023年 | 第16屆 Freshmusic Awards     | TAMA 大賞                   | 不適用                                                                   | 提名 | [ 28 ] |
| 2024年 | 2024 HITO流行音樂獎          | Hit Fm 聽眾最愛情歌         | 〈離開的一路上〉                                                         | 獲獎 |        |
| 2024年 | 2024 Spotify 年度回顧        | 全球串流最多次數華語歌曲    | 第4名〈離開的一路上〉                                                    | 獲獎 |        |
| 2024年 | 2024 Spotify 年度回顧        | 台灣串流最多次數華語歌曲    | 第1名〈離開的一路上〉 第4名〈不是因為天氣晴朗才愛你〉 第23名〈我就想你〉 | 獲獎 |        |
| 2024年 | 2024 Spotify 年度回顧        | 台灣串流最多次數華語專輯    | 《半熟理想》                                                             | 獲獎 |        |
| 2024年 | 2024 Spotify 年度回顧        | 台灣串流最多次數本地歌手    | 第2名 理想混蛋                                                           | 獲獎 |        |

## 外部連結
- （繁體中文）理想混蛋的StreetVoice （页面存档备份，存于）
- （繁體中文）理想混蛋的Facebook專頁
- （繁體中文）理想混蛋的Instagram帳戶
- （中文）理想混蛋的新浪微博